# Reviews in Mineralogy and Geochemistry
Reviews in Mineralogy and Geochemistry es la revista científica oficial de la Sociedad Mineralógica de los Estados Unidos y la Sociedad Estadounidense de Geoquímica.

## Historia
Fue fundada en 1974 como Mineralogical Society of America Short Course Notes y luego renombrada Reviews in Mineralogy en 1980. A partir del tomo 39 (2000), adquirió el presente nombre.

## Gestores
La publicación está indexada en varias bases de datos como GeoRef, Scopus y Science Citation Index.